# صبير حجري
صبير حجري (الاسم العلمي:Opuntia saxatilis) هو نوع من النباتات يتبع جنس الصبير من الفصيلة الصبارية.